# Skurup
Skurup este un oraș în Suedia.

## Demografie
| \| Evoluția demografică a zonei urbane Skurup, 1970–2015 \| Evoluția demografică a zonei urbane Skurup, 1970–2015 \| Evoluția demografică a zonei urbane Skurup, 1970–2015 \| Evoluția demografică a zonei urbane Skurup, 1970–2015 \| Evoluția demografică a zonei urbane Skurup, 1970–2015 \| \| --------------------------------------------------------------------------------------- \| ----------------------------------------------------- \| ----------------------------------------------------- \| ----------------------------------------------------- \| ----------------------------------------------------- \| \| An \| \| \| Locuitori \| \| \| 1970 \| 1970 \| \| 3.911 \| 3.911 \| \| 1975 \| 1975 \| \| 5.070 \| 5.070 \| \| 1980 \| 1980 \| \| 5.965 \| 5.965 \| \| 1990 \| 1990 \| \| 6.507 \| 6.507 \| \| 1995 \| 1995 \| \| 6.654 \| 6.654 \| \| 2000 \| 2000 \| \| 6.615 \| 6.615 \| \| 2005 \| 2005 \| \| 6.978 \| 6.978 \| \| 2010 \| 2010 \| \| 7.565 \| 7.565 \| \| 2015 \| 2015 \| \| 8.040 \| 8.040 \| \| Sursa: SCB - Statistika Centralbyrån, Folkmängden per tätort. Vart femte år 1960 - 2016 \| \| \| \| \| |      |  |           |       |
| Evoluția demografică a zonei urbane Skurup, 1970–2015 |      |  |           |       |
| An |      |  | Locuitori |       |
| 1970 | 1970 |  | 3.911     | 3.911 |
| 1975 | 1975 |  | 5.070     | 5.070 |
| 1980 | 1980 |  | 5.965     | 5.965 |
| 1990 | 1990 |  | 6.507     | 6.507 |
| 1995 | 1995 |  | 6.654     | 6.654 |
| 2000 | 2000 |  | 6.615     | 6.615 |
| 2005 | 2005 |  | 6.978     | 6.978 |
| 2010 | 2010 |  | 7.565     | 7.565 |
| 2015 | 2015 |  | 8.040     | 8.040 |
| Sursa: SCB - Statistika Centralbyrån, Folkmängden per tätort. Vart femte år 1960 - 2016 |      |  |           |       |